# Червевидная морская игла
Червевидная морская игла (лат. Nerophis lumbriciformis) — морская лучепёрая рыба семейства игловых (Syngnathidae). Распространены в северо-восточной части Атлантического океана.

## Описание

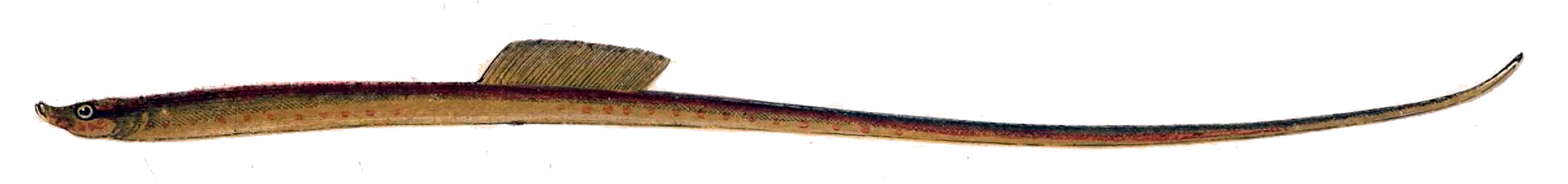

Тело длинное, тонкое, округлое в поперечном сечении; покрыто костными щитками, которые образуют кольца. Верхние гребни туловища переходят в верхние гребни хвостового отдела. В туловищном отделе 17—19 колец, а хвостовых колец 46—54. Рыло вытянуто в виде трубки, с поднятым кверху верхним профилем и продольным гребнем. На конце рыла расположен маленький беззубый рот. Спинной плавник с 24—28 мягкими лучами расположен в середине тела. Брюшные, анальный и хвостовой плавники отсутствуют. У молоди есть грудные плавники, которые исчезают у взрослых рыб. Верхняя часть тела от почти чёрного до оливкового цвета. Низ боков и брюхо от белого до желтоватого цвета, иногда бледновато-мраморные или со светлыми полосками и пятнами.

### Питание
Питаются мелкими ракообразными.